# Phoenix Mercury 2012
La stagione 2012 delle Phoenix Mercury fu la 16ª nella WNBA per la franchigia.
Le Phoenix Mercury arrivarono seste nella Western Conference con un record di 7-27, non qualificandosi per i play-off.

## Roster
| N° | Naz.                   | Ruolo | Sportivo          | Anno | Alt. | Peso |
| -- | ---------------------- | ----- | ----------------- | ---- | ---- | ---- |
| 1  | Stati Uniti (bandiera) | G     | Dymond Simon      | 1989 | 165  | 62   |
| 3  | Stati Uniti (bandiera) | G     | Diana Taurasi     | 1982 | 183  | 78   |
| 4  | Stati Uniti (bandiera) | AC    | Candice Dupree    | 1984 | 188  | 73   |
| 6  | Lettonia (bandiera)    | C     | Zane Tamane       | 1983 | 201  | 77   |
| 10 | Stati Uniti (bandiera) | G     | Andrea Riley      | 1988 | 165  | 62   |
| 12 | Stati Uniti (bandiera) | C     | Lynetta Kizer     | 1990 | 193  | 104  |
| 14 | Stati Uniti (bandiera) | G     | Alexis Hornbuckle | 1985 | 178  | 70   |
| 15 | Stati Uniti (bandiera) | G     | Briana Gilbreath  | 1990 | 183  | 68   |
| 21 | Stati Uniti (bandiera) | G     | Alexis Gray       | 1987 | 173  | 80   |
| 22 | Stati Uniti (bandiera) | A     | Charde Houston    | 1986 | 183  | 86   |
| 23 | Stati Uniti (bandiera) | A     | Avery Warley      | 1987 | 191  | 92   |
| 24 | Stati Uniti (bandiera) | G     | DeWanna Bonner    | 1987 | 193  | 62   |
| 34 | Stati Uniti (bandiera) | AC    | Krystal Thomas    | 1989 | 196  | 88   |
| 43 | Stati Uniti (bandiera) | AC    | Nakia Sanford     | 1976 | 193  | 88   |
| 99 | Stati Uniti (bandiera) | G     | Samantha Prahalis | 1990 | 170  | 59   |

## Staff tecnico
Allenatore: Corey Gaines

Vice-allenatori: Earl Cureton, Julie Hairgrove

Preparatore atletico: Tamara Poole